# Sonny Flame
Mihai Răzvan Preda (n. 30 septembrie 1986, Ploiești, România), cunoscut sub numele de scenă Sonny Flame, este un cântăreț român de muzică reggae, dance hall, pop și R&B.

## Biografia și cariera
A început să scrie versuri și să compună piese la vârsta de 15 ani, într-un stil rap/R&B condus de pasiunea copilului tânăr și talentat care nu este conștient încă de potențialul său artistic. Hotărârea lui a crescut în timp, alimentată de admirația și sprijinul prietenilor apropiați. Unul dintre acești prieteni l-au determinat să-și îmbunătățească și să-și rafineze influențele reggae și dancehall ce începuseră să-și facă simțită prezența în stilul versurilor sale. A început să studieze și să învețe limbajul lui Patois din fiecare piesă reggae sau album care îi cădea în mână.
De atunci a urmat o cursă continuă pentru a se afirma, perfecționa și prezenta stilul său unui număr din ce în ce mai mare de oameni.
Din nefericire mama lui a murit când Sonny Flame avea doar 12 ani.
Dând admiterea la liceul de artă, examenul a presupus și o probă de cântat. Aici și-a impresionat profesorii și i s-a spus că ar trebui să urmeze o carieră muzicală. La acea vreme tânărul Sonny Flame nu era sigur ce avea să urmeze după liceul de muzică, să devină cântăreț de operă sau profesor de muzică este ceea ce își dorește. Când a terminat liceul, profilul de arhitectură, dorința tatălui lui a fost ca Sonny să urmeze o carieră în arhitecură și i-a oferit sprijinul lui complet în acea direcție. Tânărul Sonny avea alt vis.
La vârsta de 19 ani a decis să-și ia soarta în mâini și s-a mutat din Ploiești în București, unde putea intra în contact cu o piață muzicală mai avansată decât cea a orașului în care a crescut. Încet a început să înregistreze din ce în ce mai multe piese și demouri în diferite studiouri, cu diferiți producători, în tot acest timp încercând să sacrifice totul pentru cariera muzicală la care visa. Asta însemna că toții banii pe care îi obținea în urma micilor concerte din zona underground erau folosiți doar pentru a-și acoperi cheltuielile zilnice și orele din studiourile de înregistare. În tot acest timp Sonny a încercat să rămână pozitiv și să stea departe de influența negativă pe care străzile o au asupra unui tânăr artist. Această experiență a fost reflectată de versurile sale care au fost tot timpul inspirate de evenimente din viața sa.
În 2006 el a terminat primul său album demo, împreună cu unul dintre artiștii/producătorii cu care devenise prieten, F.Charm. Albumul a fost refuzat de către toate casele de discuri din România la care cei doi au mers, de teamă că un album hip-hop nu ar genera suficiente venituri de pe urma vânzărilor. Acesta nu a fost un obstacol menit să-l doboare, ci să-l întărească, să-l determine să încerce mai mult.La sugestia unui prieten,el a început să își dezvolte această latură reggae/dance hall.
Fiind deja apreciat de către foarte mulți artiști, înregistrează câteva colaborări cu aceștia. A colaborat pentru o mulțime de piese, printre cele care au avut succes numărându-se: “Lonely Girl” – Wassabi, “Summer days” - Connect-R, “Confuses” - Chris Mayer, “Havana Lover” – Morris. În acest timp prietenul și colegul său F. Charm a semnat cu cea mai nouă casă de discuri din România, Red Clover Media. El a fost prezentat de către F. Charm A&R managerului de la Red Clover și a fost angajat pe loc. Primul lui single cu Red Clover a fost “Top of the world”, o colaborare cu Chris Mayer. Piesa a fost licențiată la nivel internațional de către ToCo Internațional și a fost lansată în Franța, Suedia, Danemarca, Norvegia, Olanda, Rusia + CSI și în numeroase alte teritorii. Single-ul s-a clasat pe poziția #3 în topul Vibe FM. Acesta a fost primul semn al potențialului său internațional ca artist. În România a început să devină din ce în ce mai popular. La scurt timp după ce a semnat, a participat la selecția națională a Eurovisionului, în speranța că va reprezenta România. Ca artist nou pe piață, a reușit să se poziționeze în fața multor artiști consacrați care au participat la Eurovision, ocupând locul 3 după votul publicului și locul 6 în topul final. Încă o dată, visul lui de a deveni artist cunoscut pe plan internațional trebuia să mai aștepte. Încercând să-l ajute pe Sonny Flame să obțină recunoașterea internațională la care visa, Red Clover a înscris și testat piesa “Glamity”, pe platforma hitlab.com. Piesa a reușit să înregistreze un scor de 83% și a intrat în competiția săptămânală găzduită de radioul lui Akon. Cel de-al doilea single, “Jump up”, a fost o altă colaborare cu DJ Dark. De această dată publicul era pregătit pentru un altfel de sound, piesa a beneficiat și de un videoclip și a urcat în topurile radiourilor și cluburilor, devenind unul dintre hiturile anului 2010. “Jump up” a fost de asemenea înscrisă pe platforma hitlab.com, de această dată primind un scor surprinzător de 93%. Piesa a intrat în competiția săptămânală de la radio, a câștigat prima săptămână și spre surprinderea tuturor, a doua săptămână a concurat cu piesa celui mai bun prieten al lui, “Asesina” a lui F.Charm. Aceasta a fost o surpriză pentru toată lumea, multora nevenindu-le să creadă că doi artiști care sunt prieteni și care locuiesc în același apartament concurează în emisiunea lui Akon. Supriza a fost și mai mare când după prima săptămână publicul a clasat cele două piese la o distanță foarte mică între ele.
Pe parcursul timpului, Sonny Flame a fost influențat de o serie de artiști: Sean Paul, 2Pac, 50Cent, Marley Family (Bob Marley, Ky-Mani, Damian Marley, Stephen Marley), John Legend, Akon (piesa “Ghetto” a fost cea care l-a motivat să-și urmeze visul) Busy Signal, Bounty Killer, Buju Banton, Elephant Man, Beenie Man.
Sonny Flame este văzut ca un artist în ascensiune dar publicul încă nu este conștient de toate obstacolele pe care a trebuit să le înfrunte în luptă pentru a-și urma visul. Această luptă este dusă zilnic, iar povestea lui se scrie în fiecare zi.
În anul 2011 Sonny a colaborat cu Emil Lassaria, unul dintre
cei mai cunoscuți DJ români, la single-ul “I gotta find you”. În vara aceluiași an a lansat single-ul intitulat “Get your clothes off” și a colaborat cu Claudette la piesa “Around the world”.
La începtului lui 2012 Sonny Flame a lansat single-ul “Sale el Sol”. La producerea melodiei s-a lucrat în echipă, cu cei de la GrooveBox. “Sale el Sol” este combinația perfectă de ritmuri latino și dance.
“Sale el Sol” a fost remixat de unul dintre cei mai apreciați DJ din România, Emil Lassaria și de o echipă de DJ foarte cunoscută din Germania, Bodybangers.
Videoclipul pentru “Sale el Sol” a fost regizat de Florin Botea și filmat la Nișă și Cannes, pe Coasta de Azur. Clipul prezintă o frumoasă poveste de dragoste trăită pe Riviera franceză.
Sonny Flame și-a lansat albumul de debut pe 30 noiembrie 2012. Intitulat sugestiv “Way of Life”, albumul conține 14 piese care au fost compuse pe parcursul anilor, piese repezentative pentru Sonny Flame, ca stil muzical și mesaj.
Pentru acest material discografic Sonny Flame a lucrat cu mai multe echipe de producție: GrooveBox, HaHaHa Production, Chill Brothers, 28 Production, Deepcentral și s-a implicat în procesul de compunere a pieselor. “Way of Life” este un album complex ce reflectă personalitatea artistică a lui Sonny Flame, piesele fiind de diferite stiluri muzicale: reggae, dancehall, hip-hop, dance, pop, R&B.
Albumul “Way of Life” poate fi cumpărat de pe Luvit.ro în format fizic CD digipak (tinyurl.com/sonnyflame-wayoflifeCD) și de pe iTunes în format digital (tinyurl.com/sonnyflame-wayoflife).
Dintre piesele de pe albumul “Way of Life”, “Vin” a fost aleasă de către fani să beneficieze de un videoclip. Sonny Flame a ținut cont de părerea ascultătorilor săi și a filmat un clip în regia lui Florin Botea, în Republica Dominicană.
La începutul lunii iulie, a lansat o piesă de vară, “Hai-ne-le”, produsă de Kenno, cel cu care Sonny a colaborat și la piesa “Boom Boom Room”.
În iulie 2013, a lansat single-ul “Loca Pasion”, însoțit de un videoclip filmat în Republica Dominicană. Pentru aceste single, Sonny Flame a lucrat din nou cu echipa de producători formată din KaRO și Radu (Groovebox), cei care i-au compus și hit-ul “Sale el Sol“.

## Discografie

### Albume de studio
| An   | Detalii album                                                                                            | Note |
| ---- | --- | --- |
| 2012 | Way of life - Date of release: 26 November 2012 - Format: CD, downloads - Record label: Red Clover Media | Tracklist 1. "Sale el Sol" (3:20) 2. "Like a Breeze" (3:36) 3. "Liber" (3:09) 4. "It's My Life" (2:57) 5. "Woman" (3:18) 6. "Get in My Bed" (3:43) 7. "Another Day" (3:30) 8. "Jump Up" (feat. DJ Dark) (3:10) 9. "Lady" (3:09) 10. "Boom Boom Room" (feat. Kenno) (3:00) 11. "Vin" (3:24) 12. "Miami Day" (3:13) 13. "Get Your Clothes Off" (3:22) 14. "Sale el Sol (Emil Lassaria Remix)" (6:08) 15. Digital Booklet "Way of Life" |

### Discuri single
- "Top of the World" (Sonny Flame feat. Chris Mayer) (2010)
- "Come Along" (Sonny Flame & Lora-Selecția Națională 2010 (Eurovision)
- "Glamity" (2010)
- "Jump Up" (Sonny Flame feat. DJ Dark) (2010)
- "I Gotta Find You" (2011, single)
- "Summer Days" (Connect-R & Sonny Flame) (2011)
- "African Sun" (2009)
- "Get in my bed" (2010)
- "Pump Up The Volume" (feat. Manilla Maniacs) (2011)
- "Around the world" (Claudette feat. Sonny Flame) (2011)
- "Sale el sol" (2012)
- "Like a Breeze" (2012)
- "Boom Boom Room" (2012)
- "It's My Life" (2012)
- "Another day" (2012)
- "Liber" (2012)
- "Woman" (2012)
- "Vin" (2013)
- "Loca Pasion"(2013)
- "Pump Up The Volume"(2013)
- "Iubi"(2013,feat. Andreea Bălan)
- "Ayo" (2013)
- "Hai-ne-le" (2013)
- "Razboy" (Aysa feat. Sonny Flame) (2014)
- "Colac De Salvare" (2014)
- "Pune-mă-n cap (2014)
- "POC" (Tara feat. Sonny Flame) (2014)
- Made in inima ta (2015 Veronika feat. Sonny Flame)
- "Alt început" (2015 Nico feat. Sonny Flame)
- "Trec anii" (raku feat. Sonny Flame) (2015)
- "Mr. LoveYou (Baroq feat. Sonny Flame) (2015)
- "Contigo" (2015)
- "Criminal" (Mario Morreti feat. Sonny Flame) (2016)
- "Booty Clap" (LLP feat. Sonny Flame) (2016)
- "Rumba" (2016)
- "Dale Maweci" (2016)
- "Bine Rău" (2016-2017)
- "Get Low" (Gispy Casual feat. LLP & Sonny Flame) (2017)
- "Dacă Inima Iubește" (2017)
- "Falling For You" (2017)
- "Jiggling" (Xonia feat. Sonny Flame) (2017)
- ”Chilly” (Jimmy Dub feat. Sonny Flame) (2018)